# Remijia macrophylla
Remijia macrophylla là một loài thực vật có hoa trong họ Thiến thảo. Loài này được (H.Karst.) Benth. & Hook.f. ex Flueck. miêu tả khoa học đầu tiên năm 1883.